# Pegomya tuberculata
Pegomya tuberculata är en tvåvingeart som först beskrevs av Ringdahl 1951.  Pegomya tuberculata ingår i släktet Pegomya och familjen blomsterflugor.
Artens utbredningsområde är Sverige. Inga underarter finns listade i Catalogue of Life.